# Eugenia glandulosa
Eugenia glandulosa är en myrtenväxtart som beskrevs av Jacques Cambessèdes. Eugenia glandulosa ingår i släktet Eugenia och familjen myrtenväxter. Inga underarter finns listade i Catalogue of Life.